# جغرافيا ثقافية
الجغرافيا الثقافية أو جغرافية حضارية ، إحدى أفرع الجغرافيا البشرية. هي دراسة للمنتجات الثقافية والأعراف واختلافاتها وعلاقاتها بالنسبة للمناطق والأماكن. حيث تركز على وصف وتحليل طرق اختلاف اللغة، والدين، والاقتصاد، والحكومات والظواهر الثقافية الأخرى أو بقائها ثابتة من مكان إلى آخر، وعلى شرح كيفية تعامل البشر حسب المكان.

## مجالات الدراسة
إن مجالات دراسة الجغرافيا الثقافية واسعة جدًا. ومن بين العديد من الموضوعات المطبقة في مجال الدراسة:
- العولمة تم افتراضها كتفسير للتقارب الثقافي.[2]
- التغريب أو العمليات المشابهة الأخرى مثل التحديث، والأمركة، والأسلمة وغيرها[3]
- نظريات الهيمنة الثقافية أو الاستيعاب الثقافي من خلال الاستعمار الثقافي.
- التمايز المكاني الثقافي كدراسة للاختلاف في أسلوب الحياة الذي يضم الأفكار، والتوجهات، واللغات، والممارسات، ومؤسسات وهياكل السلطة ومجموعة كاملة من الممارسات الثقافية في المناطق الجغرافية.[4]
- دراسة المشهد الثقافي والبيئة الثقافية.[5][6]
- تشمل الموضوعات الأخرى روح المكان، والاستعمار، وما بعد الاستعمار، والدُولانية، والهجرة، والتنقل والسياحة البيئية. وتعني دراسة المميزات الطبيعية.

## معلومات تاريخية
بالرغم من أن الآثار الأولى للدراسة على دول وثقافات مختلفة على الأرض يمكن أن تعود إلى علماء الجغرافيا القدامى مثل بطليموس (Ptolemy) أو سترابو (Strabo)، إلا أن الجغرافيا الثقافية كدراسة أكاديمية ظهرت في البداية كبديل لنظريات الحتمية الجغرافية في بداية القرن العشرين، والتي تؤمن أن الشعوب والمجتمعات تحكمها البيئة الطبيعية التي يعيشون بها. وبدلاً من دراسة المناطق المحددة مسبقًا اعتمادًا على التصنيفات البيئية، أصبحت الجغرافيا الثقافية تهتم بـ المشهد الثقافي. وقد تزعم ذلك كارل أورتوين سوير (Carl O. Sauer) (الملقب بأب الجغرافية الثقافية) بجامعة كاليفورنيا، بركلي. ونتيجة لذلك، هيمنت الجغرافيا الثقافية طويلاً على الكتّاب الولايات المتحدة.
عرّف سوير المشهد الثقافي بأنه الوحدة المحددة للدراسة الجغرافية. فقد رأى أن الثقافات والمجتمعات لا تنشأ فقط من داخل المحيط الخاص بها، ولكن تتشكل تبعًا لها أيضًا. وهذا التفاعل بين المشهد «الطبيعي» والإنسان يخلق «المشهد الثقافي». كان عمل سوير البحث النوعي ووصفيًا، وتم تجاوزه في الثلاثينيات من خلال الجغرافيا الإقليمية لـريتشارد هارتشورن (Richard Hartshorne) وبعدها من خلال الثورة الكمية. ولقد تم تهميش الجغرافيا الثقافية بشكل عام، بالرغم من أن بعض الكتّاب مثل ديفيد لوينثال (David Lowenthal) استمروا في العمل على مفهوم المشهد الثقافي.
في السبعينيات، تسبب انتقاد فلسفة الوضعية في الجغرافيا في أن ينظر علماء الجغرافيا لما وراء الجغرافيا الكمية من أجل أفكارها. وكانت إحدى هذه المجالات المعاد تقييمها هي الجغرافيا الثقافية أيضًا. ومع ذلك، كما هو الحال في العديد من الأفرع الجغرافيّة، تبقى الجغرافيا الثقافية بعد الوضعية تلعب دورًا هامًا.

## «الجغرافيا الثقافية الجديدة»
ظهرت منذ الثمانينيات جغرافيا ثقافية جديدة تستخدم مجموعة مختلفة من التقاليد النظرية، من بينها النماذج الاقتصادية السياسية الماركسية، ونظرية الأنثوية، ونظرية ما بعد الاستعمار، وما بعد البنيوية والتحليل النفسي.
مع استخدام نظريات ميشيل فوكو (Michel Foucault) والأدائية في الأوساط الأكاديمية الغربية، والمزيد من التأثيرات المتنوعة لـ ما بعد الاستعمار، كان هناك جهدا منسقًا التفكيكية الثقافية لإظهار علاقات القوة المختلفة. وكانت إحدى مجالات الاهتمام الخاصة هي سياسة الهوية وبناء الهوية.
تشمل بعض أمثلة مجالات الدراسة ما يلي:
- الجغرافيا الأنثوية
- جغرافيا الأطفال
- بعض أجزاء الجغرافيا السياحية
- الجغرافيا السلوكية
- الجنس والمكان
- بعض التطورات الحديثة في الجغرافيا السياسية
- الجغرافيا الموسيقية

لقد حوّل بعض المنخرطين في الجغرافيا الثقافية الجديدة اهتمامهم إلى انتقاد بعض من أفكارها، حيث يرون أن رؤيتها الخاصة بالهوية والمكان ثابتة. ولقد جاءت انتقاداتهم بعد انتقادات فوكو من قِبل أصحاب نظرية «ما بعد البنيوية» الآخرين مثل ميشيل دي كارت (Michel de Certeau) وجيل ديليوز (Gilles Deleuze). في هذا المجال، سيطرت أبحاث نظرية التجريدية والحِراك السكاني. وقد حاول آخرون إعادة ضم هذه الانتقادات إلى الجغرافيا الثقافية الجديدة.